# ليسوم دونياني
ليسوم دونياني (الاسم العلمي: Illicium dunnianum) هو نوع نباتي يتبع جنس الليسوم من فصيلة الشزندرية.